# Witold Kamieniecki
Witold Kamieniecki (ur. 9 marca 1883 w Warszawie, zm. 9 marca 1964 w Łodzi) – polski historyk, dyplomata, senator RP, wykładowca Uniwersytetu Warszawskiego, członek Towarzystwa Naukowego Warszawskiego, wolnomularz.

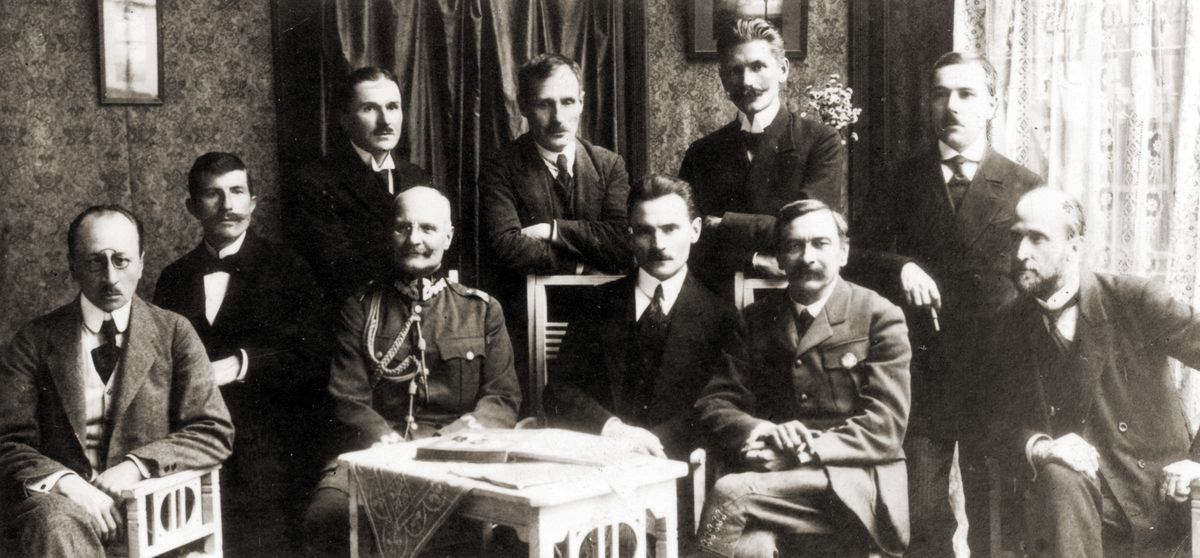
Delegacja polska na rozmowy o zawieszeniu broni i zawarciu pokoju z Rosją Sowiecką 1920. Od lewej siedzą: Władysław Kiernik, gen. Mieczysław Kuliński, Jan Dąbski, Stanisław Grabski, Leon Wasilewski. Stoją: Marek Wichliński, Witold Kamieniecki, Norbert Barlicki, Adam Mieczkowski, Ludwik Waszkiewicz.

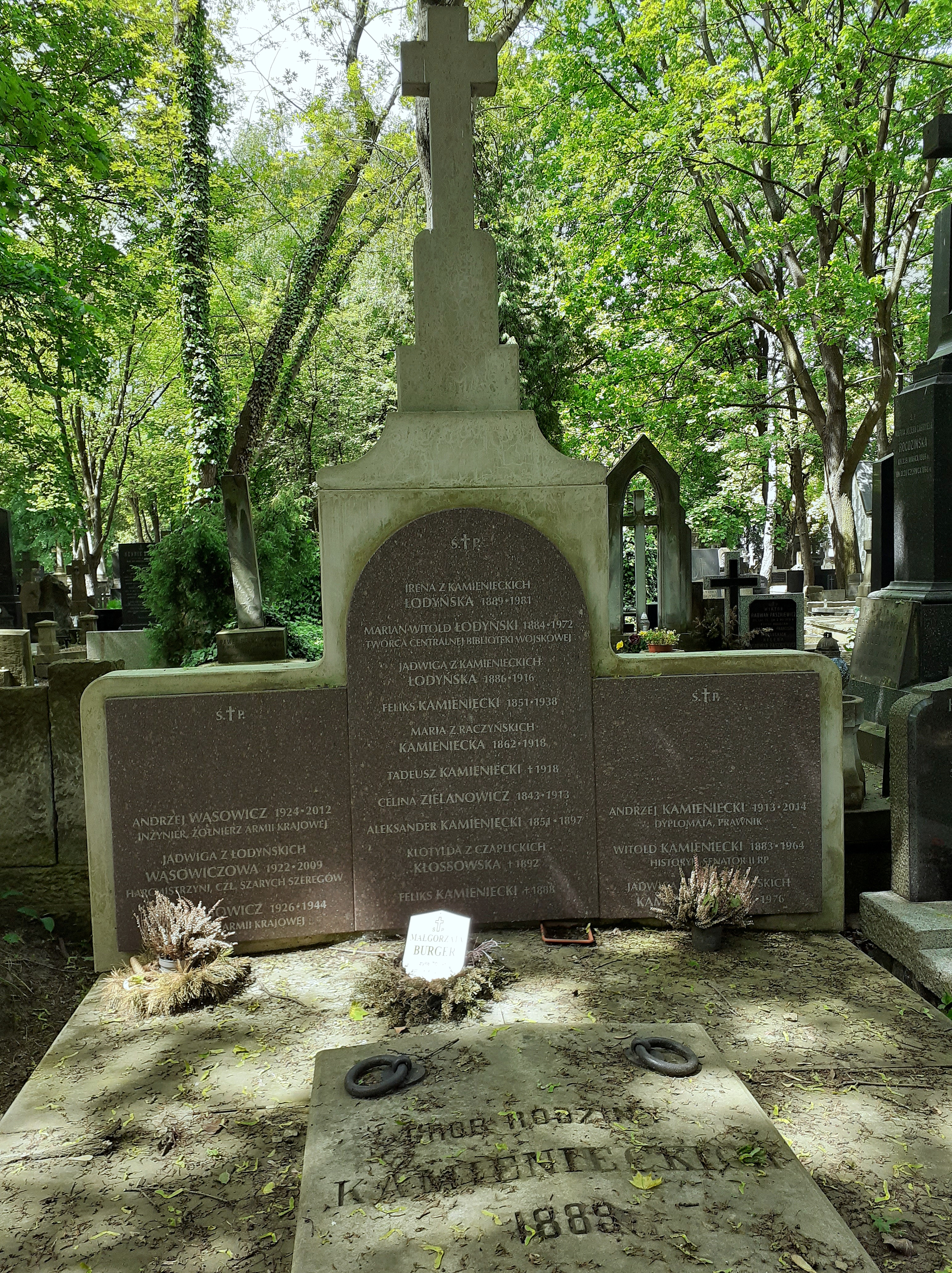
Grobowiec rodzinny Witolda Kamienieckiego

## Życiorys
Pochodził z rodziny szlacheckiej, był synem Feliksa i Marii z Raczyńskich. Uczęszczał do V Gimnazjum w Warszawie oraz do gimnazjum w Baku, w latach 1902–1907 studiował historię, filozofię i historię literatury na Cesarskim Uniwersytecie Warszawskim, Uniwersytecie Jagiellońskim i Uniwersytecie Wiedeńskim. W 1906 obronił na UJ pracę doktorską Od elekcji do koronacji Stefana Batorego. Był m.in. asystentem Seminarium Historycznego UJ (1909–1910), kierownikiem Gabinetu Geograficzno-Historycznego Akademii Umiejętności w Krakowie (1909-1910), wicedyrektorem Biblioteki Ordynacji Krasińskich w Warszawie (1910–1914). Początek I wojny światowej spędził na Litwie, w związku z czym nie przyjął propozycji objęcia katedry na Uniwersytecie Warszawskim (1915).
Pełnił funkcję wicedyrektora Departamentu Spraw Politycznych w Tymczasowej Radzie Stanu oraz kierownika Komitetu Litewskiego (1917–1918). Od kwietnia do sierpnia 1917 r. wchodził (jako przedstawiciel Departamentu Spraw Politycznych) w skład Komisji Archiwalnej Tymczasowej Rady Stanu. W 1918 był prezesem Związku Budowy Państwa oraz zastępcą szefa Departamentu Ogólnego Rady Regencyjnej. W kwietniu 1919 wspólnie z Wacławem Sieroszewskim prowadził rokowania z delegacją Taryby Litewskiej w Warszawie, we wrześniu-październiku 1920 brał udział w negocjacjach o zawieszenie broni w wojnie polsko-bolszewickiej. W latach 1919–1922 zasiadał w Sejmie Ustawodawczym, był członkiem (od lipca 1919) Narodowego Zjednoczenia Ludowego. Członek Komisji Rewizyjnej Straży Kresowej w 1920 roku. Od lipca 1920 do 1922 był ministrem pełnomocnym RP na Łotwie. W latach 1928–1935 sprawował mandat senatora z ramienia Bezpartyjnego Bloku Współpracy z Rządem. Ograniczył działalność polityczną po procesie brzeskim.
Niezależnie od działalności publicznej zajmował się dydaktyką. W latach 1916–1917 wykładał historię ustroju Polski na Politechnice Warszawskiej. W 1919 pracował jako nauczyciel historii w szkołach w Białymstoku. W 1926 habilitował się na Uniwersytecie Lwowskim z historii Europy Wschodniej; w latach 1932–1937 wykładał historię polityczną Polski i Litwy w Studium Dyplomatycznym we Lwowie. W 1938 powrócił do pracy w Bibliotece Ordynacji Krasińskich w Warszawie, tym razem na stanowisko dyrektora; lata II wojny światowej spędził w swoim majątku w Barchowie koło Łochowa. Po wojnie pracował przez dwa lata (1946–1948) jako docent w Katedrze Historii Powszechnej Średniowiecznej Uniwersytetu Warszawskiego.
Od 1914 był członkiem rzeczywistym, a od 1950 członkiem zwyczajnym Towarzystwa Naukowego Warszawskiego. Należał również do Towarzystwa Miłośników Historii w Warszawie, Towarzystwa Badań Międzynarodowych, brał udział w pracach Komitetu Kasy im. Mianowskiego. Został odznaczony m.in. łotewskim Orderem Gwardii I klasy.
Zainteresowania naukowe Witolda Kamienieckiego obejmowały historię średniowieczną Litwy oraz filozofię. Zgromadził materiały do dziejów osadnictwa w Wielkim Księstwie Litewskim. Analizował wpływ zakonu krzyżackiego na ustrój średniowiecznej Litwy. Opracował oryginalny system filozoficzny, w którym za elementy niezbędne uznał śmierć (konieczną do rozwoju pokoleń) oraz niewiedzę (jako bodziec do poszukiwań ludzkich). Współpracował z pismami „Przegląd Współczesny”, „Dzień Polski”, „Życie Nowogródzkie”. Ogłosił m.in.:
- Pobyt króla Jana Zapolyi w Polsce (1907),
- Zjazd Jędrzejowski w roku 1576 (1908),
- Rozwój własności na Litwie w dobie przed I Statutem (1914),
- Geneza państwa litewskiego (1915),
- Litwa a Konstytucja 3 maja (1917),
- Państwo litewskie w XV wieku (1918),
- Idea jagiellońska (1930),
- Polska nad Bałtykiem (1934),
- Społeczeństwo litewskie w XV wieku (1947),
- O metodzie porównawczej w historii (1948)[1].

Był wolnomularzem.
Został pochowany w grobwcu rodzinnym na Cmentarzu Powązkowskim w Warszawie.
Materiały archiwalne Witolda Kamienieckiego znajdują się w PAN Archiwum w Warszawie pod sygnaturą III-109.

## Odznaczenia
- Order Trzech Gwiazd I klasy (Łotwa)[7]